# دوك كارول
دوك كارول (بالإنجليزية: Doc Carroll)‏ هو لاعب كرة قاعدة أمريكي، ولد في 28 ديسمبر 1891 في ورسستر في الولايات المتحدة، وتوفي بنفس المكان في 27 يونيو 1983.

## وصلات خارجية
- دوك كارول على موقعبيزبول رفرنس.كوم (الدوري الرئيسي) (الإنجليزية)